# Ludovica Margaretha von Zweibrücken-Bitsch
Ludovica Margaretha von Zweibrücken-Bitsch (* 19. Juli 1540 in Ingweiler; † 15. Dezember 1569 in Buchsweiler) war das einzige Kind des Grafen Jakob von Zweibrücken-Bitsch (* 19. Juli 1510; † 22. März 1570) und dessen Erbtochter. Bestattet wurde sie in Ingweiler.

## Familie
Sie heiratete am 14. Oktober 1560 in Bitsch den Grafen Philipp V. von Hanau-Lichtenberg (* 1541; † 1599), dessen erste Ehe (von insgesamt dreien) das war. Sie hatten gemeinsam folgende Kinder:
1. Johanna Sibylle (* 6. Juli 1564[1] in Lichtenberg; † 24. März 1636 in Runkel), verheiratet mit Graf Wilhelm V. von Wied-Runkel und Isenburg († 1612)
2. Philipp (* 7. Oktober 1565[2] in Buchsweiler; † 31. August 1572[3] in Straßburg), beigesetzt in Neuweiler
3. Albrecht (* 22. November 1566[4] in Buchsweiler; † 13. Februar 1577 in Hagenau), beigesetzt in Neuweiler
4. Katharina (* 30. Januar 1568[5] in Buchsweiler; † 6. August 1636), verheiratet mit Eberhard Schenk von Limpurg-Speckfeld (* 3. Oktober 1560; † 26. Februar 1622)
5. Johann Reinhard I. (* 13. Februar 1569 in Bitsch; † 19. November 1625 in Lichtenberg)

## Erbe
Ihr Vater, Graf Jakob von Zweibrücken-Bitsch (* 1510; † 1570), war der letzte männliche Namensträger der Familie. Vorverstorben war bereits 1540 sein Bruder, Simon V. Wecker. Auch dieser hinterließ nur eine Tochter. Zwischen den Ehemännern der beiden Cousinen, Graf Philipp I. von Leiningen-Westerburg und Graf Philipp V. von Hanau-Lichtenberg, entspann sich ein heftiger Streit um das Erbe. Dazu zählten die zweite – nicht bereits durch Hanau-Lichtenberg regierte – Hälfte der Herrschaft Lichtenberg, die Herrschaft Bitsch, das Amt Lemberg und die Herrschaft Ochsenstein. Formal war die Herrschaft Bitsch ein Lehen des Herzogtums Lothringen. Lehen waren im Prinzip nur im Mannesstamm vererbbar.
In dem Streit konnte sich zwar zunächst Philipp V. durchsetzen, machte sich aber durch die sofortige Einführung der Reformation unter lutherischem Bekenntnis das mächtige und römisch-katholische Herzogtum Lothringen zum Feind. Dieses zog die Lehen ein. Im Juli 1572 besetzten lothringische Truppen die Grafschaft. Da Philipp V. der lothringischen militärischen Übermacht nicht gewachsen war, wählte er den Rechtsweg. Beim anschließenden Prozess vor dem Reichskammergericht berief sich Lothringen aber darauf, dass zum einen erhebliche Gebiete von Zweibrücken-Bitsch 1302 von Lothringen ertauscht worden waren und zum anderen darauf, dass die Leininger Grafen 1573 ihre Erbansprüche an Lothringen verkauft hatten.
Erst 1604 und 1606 kam es zu einer vertraglichen Regelung zwischen Hanau-Lichtenberg und Lothringen. Der Kompromiss beinhaltete eine Teilung: Die Herrschaft Bitsch fiel an Lothringen zurück und das Amt Lemberg wurde Hanau-Lichtenberg zugeschlagen.